# The Medium
The Medium (La mèdium) és una òpera en dos actes amb música i llibret de Gian Carlo Menotti. Encarregada per la Universitat de Colúmbia, s'hi va estrenar el 8 de maig de 1946. La primera producció professional es va presentar en un programa doble amb una altra obra de Menotti, The Telephone, or L'Amour à trois al Heckscher Theater de Nova York el 18 de febrer de 1947.
És un drama sobre enganys i estafes. Madame Flora, amb l'ajuda de la seva filla Mònica i Toby, un criat mut, tracta d'enganyar als seus clients a través de sessions falses. En una d'elles, una mà toca a Flora, una ocurrència que no pot explicar i que la condueix a la bogeria i l'assassinat. Malgrat el seu escenari misteriós i una conclusió horrible, The Medium és en realitat un joc d'idees. Descriu la tragèdia d'una dona atrapada entre dos mons, un món de realitat que no pot entendre completament, i un món sobrenatural en què no pot creure.
El 1948 es va filmar la versió televisiva protagonitzada per Marie Powers, la Madame Flora de l'estrena. L'any 1951, Menotti va dirigir, amb l'ajuda del cineasta Alexander Hammid, una adaptació de The Medium en clau de film noir, protagonitzat per Anna Maria Alberghetti.

## Origen i context
Gian Carlo Menotti va néixer el 1911 a Cadegliano, Itàlia. A l'edat de 7 anys, sota la direcció de la seva mare, va començar a compondre cançons, i quatre anys més tard va escriure el llibret i la música de la seva primera òpera, La morte di Pierrot. El 1923 va començar la seva formació musical formal al Conservatori Verdi de Milà. Després de la mort del seu pare, la seva mare el va portar als Estats Units, on va ser inscrit a l'Institut Curtis de Filadèlfia. Allí va completar els seus estudis musicals, treballant la composició amb Rosario Scalero.

## Representacions
Encarregada per la fundació Alice M. Ditson, la primera representació pública fou al Brander Mathews Theater de la Universitat de Colúmbia el 8 de maig de 1946. Després d'una revisió considerable de Menotti, va ser presentada per la Ballet Society al Heckscher Theater de Nova York del 18 de febrer al 20 de febrer de 1947, amb Leon Barzin dirigint les dues primeres actuacions i Emanuel Balaban l'última. Un mes més tard, The Medium i l'obra que gairebé sempre l'ha acompanyat, The Telephone es va estrenar a Broadway, amb una carrera que va començar l'1 de maig al Ethel Barrymore Theatre. A partir de llavors, les dues òperes van gaudir d'un èxit continu, amb moltes actuacions a Amèrica i Europa.
Entre 1947 i 1948 va superar les 200 representacions. Aquest va ser un nombre considerable per a l'època, tenint en compte el tema de les dues òperes i l'absència de les característiques més habituals dels espectacles de Broadway de l'època, com ara dissenys glamorosos o grans números de dansa.
Després de l'enregistrament d'estudi en gramòfon de la producció de Broadway, realitzada l'octubre de 1947 per Balaban, The Medium es va emetre amb èxit en directe a la televisió nord-americana el 12 de desembre de 1948 i va entrar al repertori de l'Òpera de la Ciutat de Nova York el 1949. El 1951 es va estrenar una versió de cinema en italià dirigida pel compositor a l'estil de cinema negre.

## Anàlisi musical
The Medium és una farsa que té un efecte teatral molt gran i conté papers brillants. Aquí la música serveix en primer lloc per accentuar la falsa atmosfera ocultista, el tímid amor de Monica o la comprensible commoció dels pares. Menotti troba sons commovedors per al nen mut, sons que descriuen la seva vida interior.

## Àries destacades
- Monica's Waltz (Monica)
- The Black Swan (Monica)
- Afraid, am I afraid? (Baba)